# Ребар Інеса Василівна
Інеса Василівна Ребар (нар. 4 січня 1978, село Новодівиця, Хорольський район, Приморський край, РРФСР) — українська борчиня вільного стилю, переможниця та дворазова бронзова призерка чемпіонатів Європи, бронзова призерка Кубку світу. Майстер спорту України міжнародного класу з вільної боротьби, тренерка.

## Біографія
Боротьбою почала займатися з 1992 року. Перший тренер — заслужений тренер України Алтай Абдуллаєв, з яким згодом одружилася. Вихованка Херсонської обласної спеціалізованої дитячо-юнацька спортивної школи олімпійського резерву з вільної боротьби «Колос». Виступала за Херсонське обласне фізкультурно-спортивне товариство «Колос». Чемпіонка України з вільної боротьби у ваговій категорії до 50 кг (1997—2002 р.р.). В Херсоні тренувалася у заслуженого тренера України Віктора Лушнікова.
У 1994 закінчила Херсонське училище олімпійського резерву, 2002 — факультет фізичного виховання Мелітопольського державного педагогічного університету.
Після закінчення активних виступів на борцівському килимі працює тренеркою-викладачкою з вільної боротьби в Комунальному закладі Дитячо-юнацькій спортивній школі № 1. Мелітопольської міської ради. 
У 2012 році нагороджена відзнакою «Спортивна зірка Мелітополя».

## Спортивні результати на міжнародних змаганнях

### Виступи на Чемпіонатах світу
| Змагання                        | Збірна  | Вагова категорія          | Місце |
| ------------------------------- | ------- | ------------------------- | ----- |
| Чемпіонат світу з боротьби 1998 | Україна | жіноча боротьба, до 51 кг | 5     |
| Чемпіонат світу з боротьби 1999 | Україна | жіноча боротьба, до 51 кг | 11    |
| Чемпіонат світу з боротьби 2000 | Україна | жіноча боротьба, до 51 кг | 4     |
| Чемпіонат світу з боротьби 2001 | Україна | жіноча боротьба, до 51 кг | 10    |
| Чемпіонат світу з боротьби 2002 | Україна | жіноча боротьба, до 48 кг | 17    |
| Чемпіонат світу з боротьби 2003 | Україна | жіноча боротьба, до 51 кг | 11    |

### Виступи на Чемпіонатах Європи
| Змагання                         | Збірна  | Вагова категорія          | Місце  |
| -------------------------------- | ------- | ------------------------- | ------ |
| Чемпіонат Європи з боротьби 1997 | Україна | жіноча боротьба, до 51 кг | 6      |
| Чемпіонат Європи з боротьби 1998 | Україна | жіноча боротьба, до 51 кг | 5      |
| Чемпіонат Європи з боротьби 1999 | Україна | жіноча боротьба, до 51 кг | 6      |
| Чемпіонат Європи з боротьби 2000 | Україна | жіноча боротьба, до 51 кг | Бронза |
| Чемпіонат Європи з боротьби 2001 | Україна | жіноча боротьба, до 51 кг | 6      |
| Чемпіонат Європи з боротьби 2002 | Україна | жіноча боротьба, до 51 кг | Бронза |
| Чемпіонат Європи з боротьби 2003 | Україна | жіноча боротьба, до 51 кг | 5      |
| Чемпіонат Європи з боротьби 2004 | Україна | жіноча боротьба, до 51 кг | Золото |

### Виступи на Кубках світу
| Змагання                    | Збірна  | Вагова категорія          | Місце  |
| --------------------------- | ------- | ------------------------- | ------ |
| Кубок світу з боротьби 2002 | Україна | жіноча боротьба, до 51 кг | Бронза |

### Виступи на змаганнях молодших вікових груп
| Змагання                                       | Збірна  | Вагова категорія          | Місце |
| ---------------------------------------------- | ------- | ------------------------- | ----- |
| Чемпіонат Європи з боротьби серед юніорів 1997 | Україна | жіноча боротьба, до 50 кг | 8     |